# Le Géant de fer
Pour plus de détails, voir Fiche technique et Distribution.
Le Géant de Fer (The Iron Giant) est un film d'animation, sorti en 1999, réalisé par Brad Bird, dont il a cosigné le scénario avec Brent Forrester et Tim McCanlies (en) (avec une contribution de Karey Kirkpatrick,  pour les studios Warner, adapté d'une nouvelle de Ted Hughes publiée en 1968.
Le film se déroule dans le nord-est des États-Unis, à la fin des années 1950, où un grand robot — d'une hauteur de 30 m — d'origine extraterrestre, se lie d’amitié avec un garçon de huit ans et un jeune artiste beatnik.
À sa sortie, le film est un succès critique, mais rencontre un échec commercial à cause d’un manque de promotion marketing. Le film est aujourd’hui considéré comme un classique dans l'histoire de l'animation.

## Synopsis
Rockwell, une petite bourgade du Maine, en octobre 1957. Livré à lui-même, le petit Hogarth Hughes passe le plus clair de son temps devant le téléviseur. Alors qu'il regarde une de ses émissions favorites, l'image se brouille subitement, il s'aperçoit alors que l'antenne a été arrachée. Remontant la piste du coupable, il découvre, au milieu de la forêt voisine, une gigantesque créature métallique, prête à dévorer la centrale électrique. Empêtré dans les câbles à haute tension, le monstre de fer risque gros. Hogarth parvient à couper le courant, sauvant ainsi l'étrange envahisseur d'une mort certaine. Le gamin et le robot se lient d'amitié, mais l'armée n'est jamais loin pendant la guerre froide et décide d’envoyer un agent du gouvernement américain nommé Kent Mansley pour enquêter à Rockwell.
Quand le géant mange des voies ferrées sur le chemin d'un train venant en sens inverse, le train entre en collision avec lui et déraille ; Hogarth éloigne le géant de la région, découvrant qu'il peut se réparer. Pendant son séjour, Hogarth montre les bandes dessinées au géant et le compare au héros Superman. Plus tard, Mansley soupçonne l'implication de Hogarth après avoir parlé avec lui et sa mère veuve, Annie (le père de Hogarth était un pilote de l'armée de l'air mort pendant la guerre de Corée), et loue une chambre dans leur maison pour garder un œil sur lui. Hogarth échappe à Mansley et conduit le géant dans un dépotoir appartenant à l'artiste beatnik Dean McCoppin, qui accepte à contrecœur de le garder, mais qui finit par accepter le géant pour améliorer ses sculptures.
Hogarth profite de son temps avec le Géant, mais il est obligé d'expliquer le concept de mort au Géant après avoir vu des chasseurs tuer un cerf. Hogarth est interrogé par Mansley quand il découvre des preuves du Géant après avoir trouvé une photo de lui à côté de Hogarth et apporte un contingent de l'armée conduit par le général Rogard au parc à ferraille pour prouver l'existence du géant, mais Dean (ayant été averti par Hogarth plus tôt) les trompe en prétendant que le géant est l'une de ses œuvres d'art. Bouleversé par la fausse alerte apparente, Rogard se prépare à partir avec ses forces après avoir repris Mansley pour ses actions.
Hogarth continue ensuite à s'amuser avec le géant en jouant avec un pistolet jouet, mais active par inadvertance le système défensif du géant ; Dean lui crie dessus pour avoir failli tuer Hogarth, et le géant attristé s'enfuit avec Hogarth donnant la chasse. Dean se rend vite compte que le Géant n'agissait qu'en légitime défense et rattrape Hogarth alors qu'ils suivent le Géant. Le Géant sauve deux garçons qui tombent d'un toit à son arrivée, conquérir les habitants de la ville. Mansley repère le géant dans la ville en quittant Rockwell et arrête l'armée, les envoyant attaquer le géant après qu'il a ramassé Hogarth, forçant les deux à fuir ensemble. Ils échappent d'abord à l'armée en utilisant le système de vol du géant, mais le géant est ensuite abattu et s'écrase au sol. Hogarth est renversé inconscient, mais le géant, pensant que Hogarth est mort, cède finalement à son système défensif dans un accès de rage et de chagrin et attaque l'armée en représailles, se transformant en machine de guerre et retournant à Rockwell. Mansley convainc Rogard de préparer un lancement de missile nucléaire à partir de l'USS Nautilus, car les armes conventionnelles s'avèrent inefficaces. Hogarth se réveille et revient à temps pour calmer le Géant tandis que Dean clarifie la situation à Rogard. 
Le général est prêt à se retirer et à ordonner au Nautilus de désactiver son arme nucléaire amorcée, mais Mansley ordonne impulsivement le lancement du missile dans un accès de paranoïa, provoquant la direction du missile vers Rockwell, où il détruira la ville et sa population lors de l'impact dans la détonation nucléaire qui en résultera. Mansley tente de s'échapper après avoir reçu une gronde furieuse de Rogard, mais le Géant l'arrête, et Rogard fait arrêter Mansley. Pour sauver la ville, le Géant fait ses adieux à Hogarth et s'envole pour intercepter le missile. Alors qu'il s'envole directement sur la trajectoire du missile, le Géant, se souvenant des paroles de Hogarth selon lesquelles "vous êtes qui vous choisissez d'être", se déclare heureusement "Superman" alors qu'il entre en collision avec l'arme. Le missile explose dans l'atmosphère, sauvant Rockwell, sa population et les forces militaires à proximité, tandis que le géant est probablement détruit, laissant Hogarth, Dean, Annie et Rogard dévastés.
Des mois plus tard, un mémorial du Géant se dresse à Rockwell. Dean et Annie commencent une relation. Hogarth reçoit un paquet de Rogard contenant une vis du Géant, qui est le seul reste trouvé. Cette nuit-là, Hogarth trouve la vis essayant de se déplacer toute seule et, se souvenant de la capacité du géant à se réparer, permet joyeusement à la vis de partir.
La vis rejoint de nombreuses autres parties alors qu'elles convergent vers la tête du Géant sur le glacier de Langjökull en Islande, et le Géant sourit alors qu'il commence à se réassembler.

## Fiche technique
- Titre original : The Iron Giant

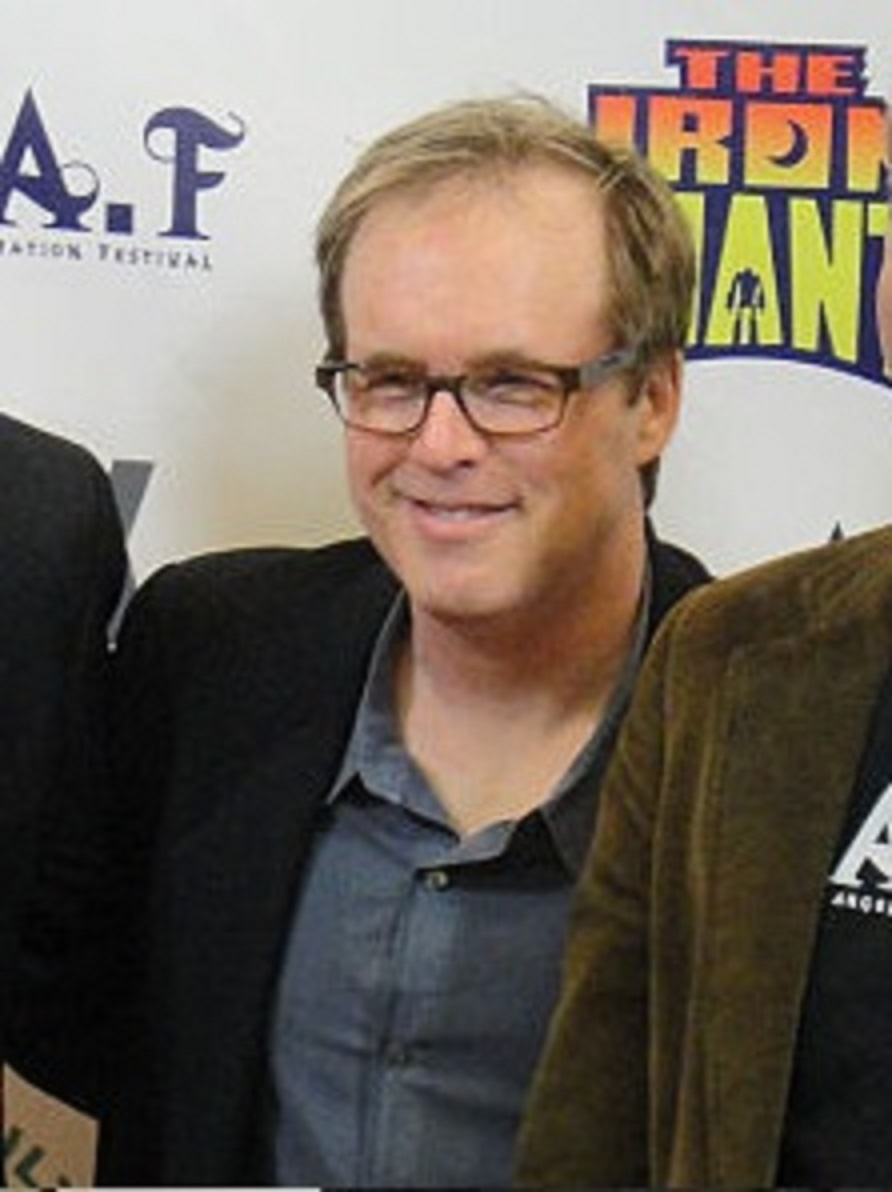
Le scénariste et réalisateur Brad Bird, à une projection du film au LA Animation Festival 2012.

- Titre en français : Le Géant de fer
- Réalisation : Brad Bird
- Scénario : Tim McCanlies (en), Brad Bird, Brent Forrester et Karey Kirkpatrick (contribution), d'après L'Homme de fer (en) de Ted Hughes
- Storyboard : Mark Andrews, Dean Wellins, Joe Ranft, Craig McCracken, Genndy Tartakovsky, Viki Anderson, Piet Kroon, Fergal Reilly et Teddy Newton
- Direction artistique : Alan Bodner
- Photographie : Steven Wilzbach
- Montage : Darren T. Holmes (en)
- Musique : Michael Kamen
- Production : Pete Townshend, Des McAnuff, Allison Abbate (en), John Walker (en)
- Société de production : Warner Bros. Feature Animation
- Société de distribution : Warner Bros. Pictures
- Budget : 70 millions de dollars (estimation)
- Pays d'origine :  États-Unis
- Langue  : anglais
- Format : couleur (Technicolor) — 35 mm — 2,35:1 (CinémaScope) — son Dolby Digital / DTS / SDDS
- Genre : dessin animé
- Durée : 83 minutes
- Dates de sortie :
  - États-Unis : 6 août 1999
  - France et Belgique : 8 décembre 1999
- Classification :
  - États-Unis : PG
  - France  : Tous publics (visa d'exploitation no 98355 délivré le 2 janvier 1999)

## Distribution

### Voix originales
- Vin Diesel : le Géant de Fer
- Eli Marienthal : Hogarth Hughes
- Jennifer Aniston : Annie Hughes
- Harry Connick Jr. : Dean McCoppin
- Christopher McDonald : Kent Mansley
- John Mahoney : le Général Rogard
- M. Emmet Walsh : Earl Stutz
- Joan Cusack : Charlotte Cornichon
- James Gammon : Foreman Marv Loach, Floyd Turbeaux
- Cloris Leachman : Mme Irma Tensedge
- Jim Varney : fermier
- Alex Rocco : le juge Wilbert
- Bob Bergen : voix additionnelles
- Mary Kay Bergman : voix additionnelles
- Rodger Bumpass : voix additionnelles
- Liz Callaway : voix additionnelles
- Robert Clotworthy : voix additionnelles
- Jim Cummings : voix additionnelles
- Jennifer Darling : voix additionnelles
- Paul Eiding : voix additionnelles
- Bill Farmer : voix additionnelles
- Pat Fry : voix additionnelles
- Carole Jeghers : voix additionnelles
- Ollie Johnston : voix additionnelles
- Ryan O'Donohue : voix additionnelles
- Phil Proctor : voix additionnelles
- Jennifer Seguin : voix additionnelles
- Frank Thomas : voix additionnelles
- Brian Tochi : voix additionnelles
- Frank Welker : voix additionnelles
- Hans Zimmer : voix additionnelles

### Voix françaises
- Bruno Devoldère : le Géant de Fer
- Dorothée Jemma : Annie Hughes
- Paul Nivet : Hogarth Hughes
- Philippe Vincent : Dean McCoppin
- Pierre-François Pistorio : Kent Mansley
- Jean-Michel Farcy : le Général Rogard
- Nicole Evans : Mme Irma Tensedge
- Claude Chantal : Charlotte Cornichon
- Pierre Baton : Floyd
- Jean-Claude Sachot : Marv
- Bernard Lanneau : l'homme à lunette du film que regarde Hogarth Hughes, l'homme à la radio du début du film
- Samuel Le Bihan : Garde présidentielle
- Bernard Alane : Soldat au Nautilus
- Marc Alfos : Patron 1
- Frédéric Cerdal : Patron 2
- Jean-Philippe Puymartin : Patron 3
- Edgar Givry : Patron 4

## Production
À la suite de la renaissance Disney qui culmine avec le triomphe du Roi lion en 1994, plusieurs studios dont Warner profitent de cet engouement pour lancer leurs propres longs métrages d'animation.
Avant l'arrivée de Brad Bird sur le projet, Le Géant de fer est envisagé comme une comédie musicale avec Pete Townshend du groupe The Who. Après lecture du livre de Ted Hughes, Bird propose au studio une adaptation plus sérieuse, dans le contexte de la Guerre froide. Seule la partie du roman consacrée à l'amitié entre le garçon et le géant de fer est adaptée. Plusieurs personnages, dont l'artiste beatnik Dean et l'agent gouvernemental Kent sont inventés pour étoffer l'histoire. Bien que Brad Bird s'en défende, le personnage de Hogarth et son quotidien sont en partie inspirés par sa jeunesse.
La production du Géant de fer s'est faite avec un budget et des délais moindres que sur les longs métrages d'animation de Disney ou DreamWorks.
Le film est dédié à Ted Hughes, décédé en 1998, et à Susan Bird, sœur du réalisateur. Tuée par son mari avec une arme à feu, elle a inspiré le message pacifiste du Géant de fer.
Joe Johnston, réalisateur de Captain America: First Avenger et artiste conceptuel sur la première trilogie Star Wars, a grandement contribué au design du géant de fer.

## Accueil

### Succès critique et échec commercial
À la suite de l'échec cuisant au box-office du film Excalibur, l'épée magique, qui était censé lancer la branche animation de Warner, aucune promotion ne fut organisée autour de la sortie en salles du Géant de fer. Malgré des critiques élogieuses, le film de Brad Bird fut donc un échec commercial, rapportant à peine la moitié de son budget aux États-Unis. Néanmoins, il s'est depuis constitué un public fidèle et une réputation de classique dans l'histoire de l'animation.
En 2016, le film ressort en salle.

### Box-office
Les données concernant le box-office du film sont issues de Box Office Mojo et de JPboxoffice.
| Pays ou région | Box-office        | Date d'arrêt du box-office | Nombre de semaines |
| -------------- | ----------------- | -------------------------- | ------------------ |
| États-Unis     | 23 159 305 $      | 23 novembre 1999           | 16                 |
| France         | 215 670 entrées   |                            |                    |
| Total mondial  | +023 159 305, USD | 23 novembre 1999           | 16                 |

## Distinctions
| Année | Prix                                           | Catégorie                                        | Nommé | Résultat   |
| ----- | ---------------------------------------------- | ------------------------------------------------ | --- | ---------- |
| 1999  | Annie Award                                    | Meilleur film d'animation                        | Warner Bros. | Lauréat    |
| 1999  | Annie Award                                    | Meilleure animation de personnage pour le cinéma | Steve Markowski | Lauréat    |
| 1999  | Annie Award                                    | Meilleure réalisation pour le cinéma             | Brad Bird | Lauréat    |
| 1999  | Annie Award                                    | Meilleurs effets animés                          | Allen Foster | Lauréat    |
| 1999  | Annie Award                                    | Meilleure musique pour le cinéma                 | Michael Kamen | Lauréat    |
| 1999  | Annie Award                                    | Meilleur design pour le cinéma                   | Alan Bodner | Lauréat    |
| 1999  | Annie Award                                    | Meilleurs storyboards pour le cinéma             | Mark Andrews | Lauréat    |
| 1999  | Annie Award                                    | Meilleure performance vocale pour le cinéma      | Eli Marienthal | Lauréat    |
| 1999  | Annie Award                                    | Meilleur scénario pour le cinéma                 | Brad Bird et Tim McCanlies | Lauréat    |
| 1999  | Annie Award                                    | Meilleure animation de personnage pour le cinéma | Jim Van der Keyl | Nomination |
| 1999  | Annie Award                                    | Meilleure animation de personnage pour le cinéma | Dean Wellins | Nomination |
| 1999  | Annie Award                                    | Meilleurs effets animés                          | Michel Gagné | Nomination |
| 1999  | Annie Award                                    | Meilleur design pour le cinéma                   | Mark Whiting | Nomination |
| 1999  | Annie Award                                    | Meilleurs storyboards pour le cinéma             | Kevin O'Brien | Nomination |
| 1999  | Annie Award                                    | Meilleurs storyboards pour le cinéma             | Dean Wellins | Nomination |
| 1999  | Los Angeles Film Critics Association           | Meilleur film d'animation                        | Brad Bird | Lauréat    |
| 2000  | Saturn Award                                   | Meilleure édition VHS                            | | Nomination |
| 2000  | BAFTA Awards                                   | Meilleur film d'animation                        | Allison Abbate, Des McAnuff, Brad Bird et Tim McCanlies | Lauréat    |
| 2000  | Chlotrudis Awards                              | Meilleur film                                    | Brad Bird | Nomination |
| 2000  | Chlotrudis Awards                              | Meilleur scénario                                | Brad Bird et Tim McCanlies | Nomination |
| 2000  | Florida Film Critics Circle                    | Meilleur film d'animation                        | Pete Townshend, Des McAnuff, Allison Abbate et John Walker | Lauréat    |
| 2000  | Genesis Awards                                 | Meilleur film d'animation                        | Pete Townshend, Des McAnuff, Allison Abbate et John Walker | Lauréat    |
| 2000  | Prix Hugo                                      | Meilleur drame                                   | Ted Hughes, Tim McCanlies et Brad Bird | Nomination |
| 2000  | Las Vegas Film Critics Society                 | Meilleur film d'animation                        | Tim McCanlies et Brad Bird | Lauréat    |
| 2000  | Motion Picture Sound Editors                   | Meilleur son dans un film d'animation            | Dennis Leonard, Randy Thom, Curt Schulkey, Beau Borders, Mary Helen Leasman, Andrea S. Gard, Yin Cantor, Joanna Laurent, Dennie Thorpe, Jana Vance, Tony Eckert, Troy Porter, Doc Kane, Gregory H. Watkins, Kevin E. Carpenter et Frank 'Pepe' Merel | Lauréat    |
| 2000  | Motion Picture Sound Editors                   | Meilleure musique dans un film d'animation       | Christopher Brooks | Nomination |
| 2000  | Santa Fe Film Critics Circle Awards            | Meilleur film d'animation                        | Brad Bird et Tim McCanlies | Lauréat    |
| 2000  | Science Fiction and Fantasy Writers of America | Meilleur scénario                                | Brad Bird et Tim McCanlies | Nomination |
| 2000  | Young Artist Awards                            | Meilleur doublage - Jeune acteur                 | Eli Marienthal | Lauréat    |
| 2000  | Young Artist Awards                            | Meilleur film familial - Animation               | Brad Bird | Nomination |
| 2000  | Satellite Awards                               | Meilleur film d'animation ou multimédia          | Brad Bird et Tim McCanlies | Nomination |
| 2005  | Satellite Awards                               | Meilleur DVD                                     | | Lauréat    |